# NWA International Junior Heavyweight Championship
L'NWA International Junior Heavyweight Championship è stato un titolo di wrestling nato da una divisione del NWA World Junior Heavyweight Championship, di proprietà della National Wrestling Alliance (NWA), e promosso dalle federazioni giapponesi New Japan Pro-Wrestling (NJPW) e All Japan Pro Wrestling (AJPW), oltre che dalla Toryumon Mexico in una sua seconda versione.
Il titolo è stato attivo a partire dal 1979, anno di riconoscimento del primo campione, fino al 2014, anno in cui è stato difeso per l'ultima volta prima di essere di fatto abbandonato.

## Storia
In seguito al ritiro di Nelson Royal, il NWA World Junior Heavyweight Championship da lui detenuto fu reso vacante. I territori della Florida e di Los Angeles, insieme con la NJPW, al tempo affiliata alla NWA, organizzarono un torneo nel 1979 per riassegnare il titolo. Il torneo fu vinto da Steve Keirn, che però non venne riconosciuto come campione dalla NWA, che invece organizzò uno spareggio vinto da Ron Starr, riconosciuto come campione. Keirn fu comunque riconosciuto come campione da Florida, California e NJPW, che diedero quindi vita alla loro versione del titolo. Questa versione del titolo fu successivamente portata in pianta stabile in Giappone dall'allora campione Tatsumi Fujinami, che deteneva anche il WWF Junior Heavyweight Championship.
Nel 1981 l'allora campione Chavo Guerrero Sr. lasciò la NJPW, prima per un tour negli Stati Uniti e poi per unirsi alla AJPW, dove un anno dopo cambiò nome in NWA International Junior Heavyweight Championship, per evitare confusioni con il titolo ufficialmente riconosciuto dalla NWA. Il titolo divenne il riconoscimento principale della divisione di peso dei Junior Heavyweight dell'AJPW, fino ad essere sostituito dall'AJPW World Junior Heavyweight Championship, che ne conservò il design della cintura fino al 2017.
Nel marzo 2007, dopo oltre vent'anni di inattività, la Toryumon riattivò il titolo, utilizzando la cintura che era stata utilizzata fino al 1982. A partire dal 2010, tuttavia, il titolo iniziò ad essere usato molto di rado: è stato difeso per l'ultima volta nel 2014 dal campione Ultimo Dragon, ed essendo inattivo da allora è considerato ritirato, seppur non sia mai stato reso ufficiale dalla federazione.

## Albo d'oro
| Legenda  |                                                                               |
| -------- | ----------------------------------------------------------------------------- |
| #        | Indica il numero del regno titolato                                           |
| Regno    | Viene indicato il numero del regno del campione                               |
| Data     | La data in cui il titolo è stato vinto                                        |
| Località | Indica il luogo in cui il titolo è stato vinto                                |
| Note     | Indica notizie particolari riguardanti i cambi di titolo o altre informazioni |

| #                              | Campione                       | Regno                          | Data                           | Giorni                         | Località                       | Evento                         | Note | Fonti                          |
| New Japan Pro-Wrestling (NJPW) | New Japan Pro-Wrestling (NJPW) | New Japan Pro-Wrestling (NJPW) | New Japan Pro-Wrestling (NJPW) | New Japan Pro-Wrestling (NJPW) | New Japan Pro-Wrestling (NJPW) | New Japan Pro-Wrestling (NJPW) | New Japan Pro-Wrestling (NJPW) | New Japan Pro-Wrestling (NJPW) |
| ------------------------------ | ------------------------------ | ------------------------------ | ------------------------------ | ------------------------------ | ------------------------------ | ------------------------------ | --- | ------------------------------ |
| 1                              | Steve Keirn                    | 1                              | 10 dicembre 1979               | 53                             | Los Angeles, California        | House show                     | Keirn vinse un torneo per riassegnare il NWA World Junior Heavyweight Championship, allora vacante, sconfiggendo Chavo Guerrero Sr. in finale, ma il cambio di titolo fu riconosciuto solo in alcuni territori che crearono la loro versione del titolo. |                                |
| 2                              | Tatsumi Fujinami               | 1                              | 1 febbraio 1980                | 14                             | Sapporo, Giappone              | House show                     | Durante questo regno Fujinami deteneva anche il WWF Junior Heavyweight Championship, ma i due titoli venivano difesi separatamente. |                                |
| 3                              | Mike Graham                    | 1                              | 15 febbraio 1980               | 49                             | Hollywood, Florida             | House show                     | | [ 1 ]                          |
| 4                              | Tatsumi Fujinami               | 2                              | 4 aprile 1980                  | 89                             | Kawasaki, Giappone             | House show                     | |                                |
| -                              | Vacante                        | -                              | 2 luglio 1980                  | -                              | -                              | -                              | Il titolo fu reso vacante in seguito ad un infortunio di Fujinami. |                                |
| 5                              | Kengo Kimura                   | 1                              | 23 luglio 1980                 | 72                             | Kitakyūshū, Giappone           | House show                     | Sconfiggendo Bret Hart in uno spareggio per riassegnare il titolo. |                                |
| 6                              | Chavo Guerrero Sr.             | 1                              | 3 ottobre 1980                 | 147                            | Tokyo, Giappone                | House show                     | |                                |
| 7                              | Gino Hernandez                 | 1                              | 27 febbraio 1981               | 153                            | Houston, Texas                 | House show                     | | [ 2 ]                          |
| 8                              | Chavo Guerrero Sr.             | 2                              | 30 luglio 1981                 | 220                            | Houston, Texas                 | House show                     | |                                |
| 9                              | Atsushi Onita                  | 1                              | 7 marzo 1972                   | 35                             | Charlotte, Carolina del Nord   | House show                     | Riconosciuto come campione anche dalla Jim Crockett Promotions |                                |
| 10                             | Sangre Chicana                 | 1                              | 11 aprile 1982                 | 19                             | Guadalajara, Messico           | House show                     | Riconosciuto come campione anche dalla Empresa Mexicana de Lucha Libre |                                |
| 11                             | Atsushi Onita                  | 2                              | 30 aprile 1982                 | 91                             | Città del Messico, Messico     | House show                     | |                                |
| -                              | Vacante                        | -                              | 30 luglio 1982                 | -                              | -                              | -                              | Il titolo fu dichiarato vacante quando un incontro titolato tra Onita e Chavo Guerrero Sr. terminò in pareggio. |                                |
| All Japan Pro Wrestling (AJPW) |                                |                                |                                |                                |                                |                                | |                                |
| 12                             | Atsushi Onita                  | 3                              | 4 novembre 1982                | 162                            | Tokyo, Giappone                | House show                     | Sconfiggendo Chavo Guerrero Sr. in uno spareggio tra i due per riassegnare il titolo. Durante questo regno, AJPW e NWA rinominarono il titolo in NWA International Junior Heavyweight Championship.                                                      |                                |
| -                              | Vacante                        | -                              | 15 aprile 1983                 | -                              | -                              | -                              | Il titolo fu reso vacante in seguito ad un infortunio di Onita. |                                |
| 13                             | Chavo Guerrero Sr.             | 3                              | 26 maggio 1983                 | 276                            | Tenryū, Giappone               | House show                     | Guerrero vinse un torneo per il titolo vacante sconfiggendo in finale Ultra Seven. | [ 3 ]                          |
| 14                             | Mighty Inoue                   | 1                              | 26 febbraio 1984               | 468                            | Osaka, Giappone                | House show                     | |                                |
| 15                             | Dynamite Kid                   | 1                              | 8 giugno 1985                  | 5                              | Takamatsu, Giappone            | House show                     | |                                |
| 16                             | Kuniaki Kobayashi              | 1                              | 13 giugno 1985                 | 79                             | Koga, Giappone                 | House show                     | |                                |
| 17                             | Tiger Mask II                  | 1                              | 31 agosto 1985                 | -                              | Tokyo, Giappone                | House show                     | |                                |
| -                              | Disattivato                    | -                              | giugno 1986                    | -                              | -                              | -                              | Il titolo fu reso vacante quando Tiger Mask passò alla divisione Heavyweight e fu sostituito dall'AJPW World Junior Heavyweight Championship |                                |
| Toryumon                       |                                |                                |                                |                                |                                |                                | |                                |
| 18                             | Hirooki Goto                   | 1                              | 4 marzo 2007                   | 187                            | Città del Messico, Messico     | House show                     | La Toryumon Mexico riattivò il titolo, vinto da Goto in un torneo. | [ 5 ]                          |
| -                              | Vacante                        | -                              | 7 settembre 2007               | -                              | -                              | -                              | Il titolo fu reso vacante quando Goto passò alla divisione Heavyweight e temporaneamente disattivato. |                                |
| 19                             | Super Delfin                   | 1                              | 9 novembre 2008                | 13                             | Osaka, Giappone                | House show                     | Delfin sconfisse Ultimo Dragon in un match di riattivazione del titolo. |                                |
| 20                             | Ultimo Dragon                  | 1                              | 22 novembre 2008               | 22                             | Tokyo, Giappone                | House show                     | |                                |
| 21                             | Hajime Ohara                   | 1                              | 14 dicembre 2008               | 291                            | Città del Messico, Messico     | House show                     | |                                |
| 22                             | Mineo Fujita                   | 1                              | 1 ottobre 2009                 | 291                            | Tokyo, Giappone                | Dream Impact IV                | |                                |
| 23                             | Ultimo Dragon                  | 2                              | 19 luglio 2010                 | -                              | Tokyo, Giappone                | House show                     | In un 3-way in cui era coinvolto anche Hajime Ohara. Per una parte del regno Dragon è stato anche detentore dell'AJPW World Junior Heavyweight Championship, ma i titoli continuarono ad essere difesi separatamente.                                    |                                |
| -                              | Vacante                        | -                              | -                              | -                              | -                              | -                              | Sebbene non sia mai stato ufficialmente disattivato, il titolo è stato difeso l'ultima volta nel 2014, ragion per cui è considerato un titolo non più attivo.                                                                                            |                                |